# A Spring Chicken
A Spring Chicken è un cortometraggio muto del 1916 diretto da Dell Henderson. Prodotto dalla Biograph, aveva come protagonista l'attore Jack Mulhall.

## Produzione
Il film fu prodotto dalla Biograph Company.

## Distribuzione
Distribuito dalla General Film Company, il film - un cortometraggio in tre bobine - uscì nelle sale cinematografiche statunitensi il 26 aprile 1916. Non si conoscono copie ancora esistenti della pellicola che viene considerata presumibilmente perduta.